# Marzan Šarav
Marzan Šarav, plným jménem Baldugín „Marzan“ Šarav (mongolsky Балдугийн 'Марзан' Шарав; přídomek marzan znamená zvláštní či zábavný) byl mongolský malíř. Žil v letech 1869 až 1939. Marzanu Šaravovi se přičítá zavedení moderních malířských stylů do Mongolska. Jeho nejznámější dílo, Jeden den v Mongolsku, je však namalováno v tradičním stylu. Mezi další známá díla Marzana Šarava patří portréty 8. bogdgegéna a jeho manželky.

## Galerie

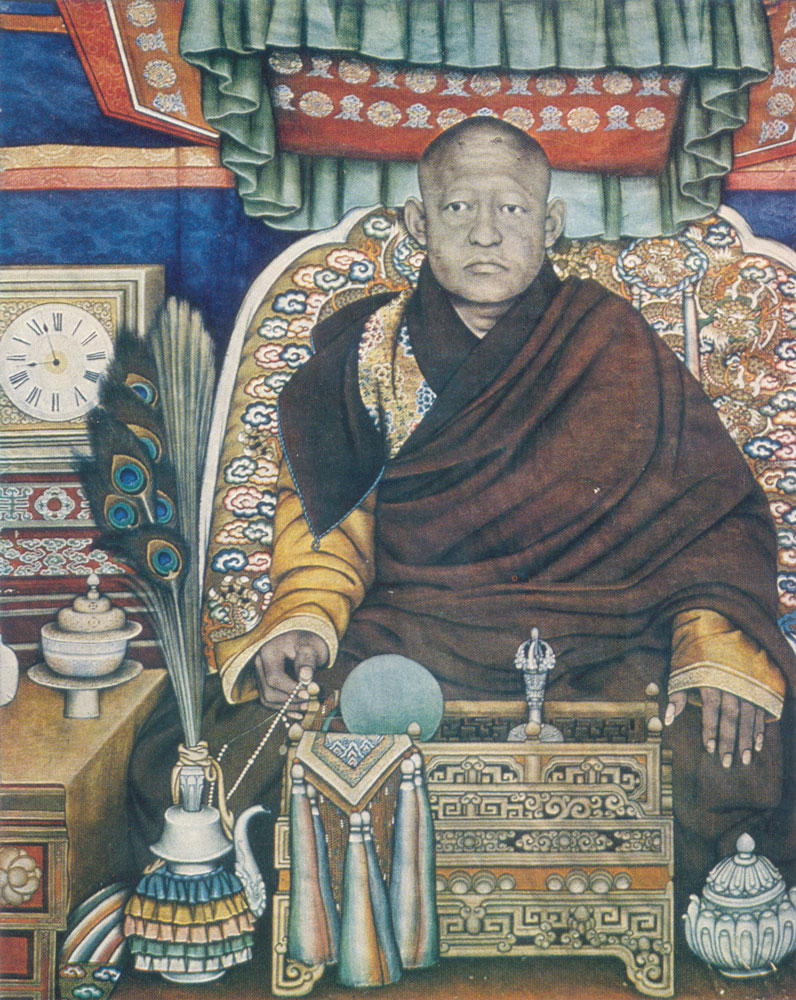
Portrét 8. bogdgegéna
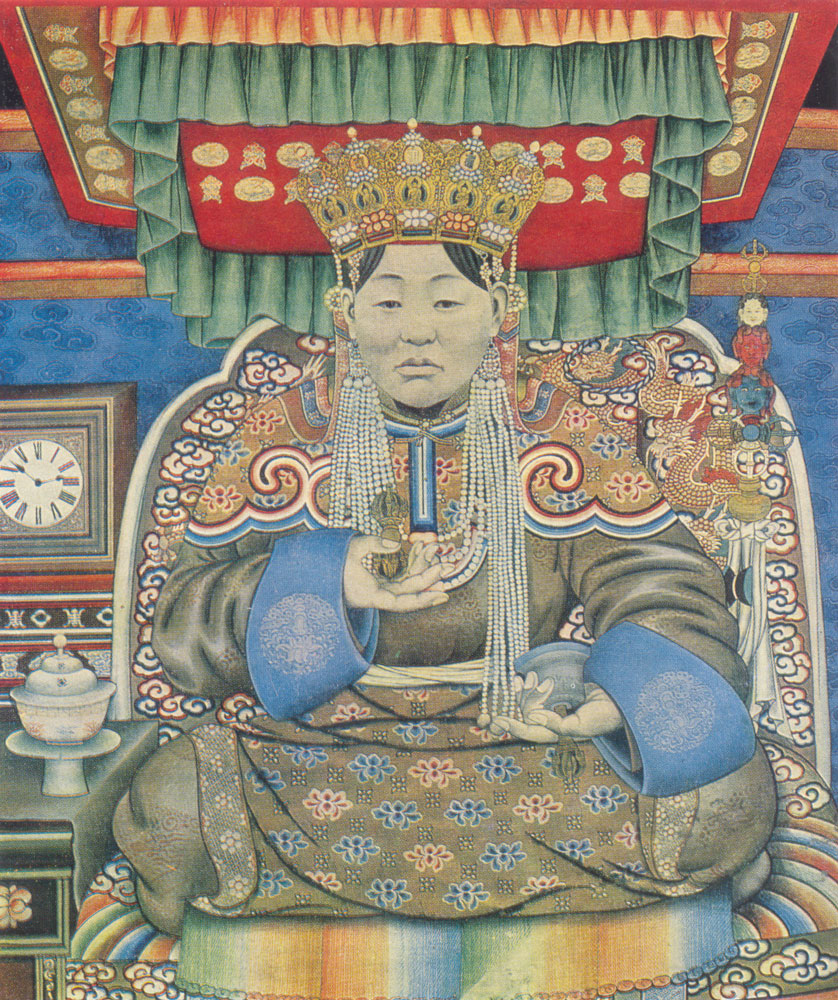
Portrét manželky 8. bogdgegéna